# Robert Foryś
Robert Foryś (ur. w 1973 w Warszawie) – polski pisarz fantastyki. 
Z wykształcenia archeolog. Autor powieści i opowiadań o Joachimie Hirszu, instygatorze ich królewskich Mości, oraz o Vincencie Sztejerze. 

## Twórczość

### Cykl o Joachimie Hirszu
- Za garść czerwońców, SuperNowa, 2009
- Początek nieszczęść królestwa, Fabryka Słów, 2010

### CyklSztejer
- Sztejer, Fabryka Słów, 2011
- Sztejer II, Fabryka Słów, 2011
- Sztejer III: Dajcie mi głowę zdrajcy!, Fabryka Słów, 2012
- Sztejer IV. Kroniki Torunium, WarBook, 2021
- Sztejer V. Początek, WarBook, 2023.

### CyklSłowianie
- Słowianie, Skarpa Warszawska, 2021
- Wojna braci, Skarpa Warszawska, 2022
- Pomruk burzy, Skarpa Warszawska, 2023

### Inne
- Z zimną krwią, Fabryka Słów, 2011
- Każdy musi płacić, Fabryka Słów, 2013
- W objęciach Casanowy, Bellona, 2014
- Bóg, honor, trucizna, Wydawnictwo Otwarte, 2014
- Gambit hetmański, Wydawnictwo Otwarte, 2016 (rozwinięcie książki pt. Bóg, honor, ojczyzna)[1]